# Antonio Martínez Teixidó
Antonio Martínez Teixidó (Zaragoza, 1933) es un militar español, actualmente en la reserva, que ha sido Capitán general de la Región Pirenaica Oriental (sucesor de los cargos de capitán general de Cataluña y de Aragón) de 1993 a 1997.
En 1954 se graduó en la Academia General Militar. Se diplomó en la Escuela de Estado Mayor y en el Command and General Staff College de Fort Leavenworth (Estados Unidos). También se graduó en Altos Estudios Militares en el Centro Superior de Estudios de la Defensa Nacional (CESEDEN) y es especialista en criptografía y apoyo aéreo.
Inicialmente fue destinado al Estado Mayor de la Capitanía general de las Islas Baleares; poco después fue nombrado agregado militar en la embajada española en Portugal. Una vez ascendido a coronel, fue agregado militar en la embajada española en la República Federal de Alemania, Austria, Suiza y Marruecos. Tras ascender a general de división, fue agregado a la VI Región Militar. En 1989 fue nombrado vocal del Tribunal Militar Central. De 1991 a 1993 fue gobernador militar de Madrid. En diciembre de 1993 fue ascendido a teniente general y nombrado General Jefe de la Región Militar Pirenaica Oriental, que agrupaba las antiguas Capitanías Generales de Cataluña y Aragón. Ocupó el cargo hasta el 11 de junio de 1997, cuando pasó a la reserva. Posteriormente fue vocal del Consejo Asesor y Consultivo del Ministerio de Defensa de España para asuntos relacionados con la conciencia de Defensa.

## Obra
- Calvo Albero, José Luis; Martínez Teixido, Antonio; Romero Serrano, José (2001). Enciclopedia del arte de la guerra. Planeta. ISBN 8408038532. OCLC 1025098942.